# Aconitum gubanovii
Aconitum gubanovii är en ranunkelväxtart som beskrevs av A.N. Luferov och V.N. Voroshilov. Aconitum gubanovii ingår i släktet stormhattar, och familjen ranunkelväxter. Inga underarter finns listade i Catalogue of Life.